# Каменка (Кардымовский район)
 Ка́менка — деревня в Кардымовском районе Смоленской области России. Расположена в центральной части области в 16 км к северу от районного центра, возле автодорог М1 «Беларусь» и Р136 Смоленск — Нелидово. 
Население — 654 жителя (2007 год). Самый крупный населённый пункт района.
Центр Каменского сельского поселения.

## Экономика
Фермы, молокозавод, хлебопекарня. В 2012 году ничего из этого не работает.

## Достопримечательности
- Памятник односельчанам, погибшим во время Великой Отечественной войны.